# Fritz Müller (biológus)
Fritz Müller (Windischholzhausen (ma Erfurt része), 1822. március 31. – Blumenau, Santa Catarina, 1897. május 21.) brazil–német biológus és entomológus. A német kisebbség legnagyobb brazíliai városában, Blumenauban és annak környékén élt. Az ő nevét viseli a Müller-mimikri.